# 東京バイパス指令
『東京バイパス指令』（とうきょうバイパスしれい）は、1968年11月8日から1970年1月30日まで、毎週金曜日21：00 - 21：56に日本テレビ系列で放送されたアクションテレビドラマ。カラー放送。全65話。トヨタグループの単独提供。
この枠（後の『トヨタ金曜劇場→金曜劇場』）はそれまで『グランプリ劇場』→『サスペンス劇場』を経て本作では『トヨタサスペンス劇場』と枠名が付いていた。又、同枠に於いてはこの作品からカラー放送となった。

## 概要
特命刑事として抜擢された刑事たちが様々な難事件や凶悪事件に挑んでゆく。普段は東京・世田谷通り沿いのスナック「ポロ」の二階に事務所を構える「東京マスコミ研究所」の所員（ルポライター）に扮しているが、事件が発生し捜査命令が下ると、警察手帳も拳銃も持たない「特命刑事」として行動する。
『青春とはなんだ』の夏木陽介、『これが青春だ』『でっかい青春』の竜雷太。東宝青春シリーズの主演2人が主役を務めた。また、第19話「基地の狼」は横田基地が登場、第24話「地獄部屋」は当時の沖縄問題を、第36話「地獄特急」は横須賀線電車爆破事件を、第37話「ライフル魔」は金嬉老事件がそれぞれ基になっているなど、数々の社会問題を反映させて制作された回もあった。
なお、本作の舞台となった「POLLO（ポロ）」は本作放映当時実在していたスナックバーであり、主演の夏木が私財を投じて開いた店だった。本作終了後もしばらく営業を続けていた。
当初2クール（26回）の予定であったが、視聴率が好調だったなどのこともあって放送が延長した。これと共にレギュラー出演者の一部入れ替えや基本設定の変更（第52話を以って「東京マスコミ研究所」が閉鎖など）も行われた。
岡田晋吉にとっては、本作が初めて制作に携わった刑事ドラマである。しかし本作について「ストーリー作り、撮影スケジュールの面で行き詰まった」と話している。
夏木は、本作品の撮影で本物のライフル銃を撃ったことがあるが、実弾を撃った後は耳が聞こえづらくなり芝居ができず、NGで弾を撃ち尽くしてしまった後はロケ先であったため調達に時間がかかってしまったなどしたため、撮影に本物の銃を用いるのは不向きだと実感したことを語っている。

## 登場人物
- 夏木陽介・南郷健介警部（潜入捜査官）
- 竜雷太・槙竜次警部補（潜入捜査官）
- 成川哲夫・並木刑事（南郷らの連絡員）※1話 - 26話まで（パリに異動という形で降板[2]）
- 永井譲滋・喜多刑事（潜入捜査官）※26話 - 52話、65話
- 柴田侊彦・佐野刑事（潜入捜査官）※29話 - 52話、65話
- 宮口精二・椎名警視（南郷らの上司。南郷、槙、並木から「ボースン」（水夫長の意味）と呼ばれている）※第52話で東京マスコミ研究所閉鎖により警視庁本庁へ戻る[2]。
- 藤木悠・トップ屋・中屋（ルポライター。第52話からポロのマスターとなる[2]）
- 白川由美・今野タキ（スナック「ポロ」のママで殉職刑事の未亡人）※第20話以降はほぼ出演無し[2]。
- 柏木由紀子・今野ユキ（タキの妹でスナック「ポロ」のウエイトレス）
- 西田佐知子・二宮冴子刑事（潜入捜査官）※52話 -
- 清水将夫・木村警視監（椎名の上司）
- 中江真司・（予告編ナレーター）
- 納谷悟朗・（中期オープニングタイトルナレーター）

## スタッフ
- 制作：東宝株式会社、国際放映、日本テレビ
- プロデューサー：市川久夫、吉田精弥、神谷一夫、銀谷精一[1]、岡田晋吉
- 製作担当者：久東晃、奥原徳太郎、大曲暎一、長富忠裕
- 音楽：廣瀬健次郎
- 編集：平木康雄
- 記録：沢田智恵子
- 助監督：野崎貞夫、鎌倉悦男、黒島拡智、新津左兵、宮越澄、小林隆一
- 技斗：宇仁貫三
- 撮影：内海正治、小泉一、田端金重

## 放送日程
| 回数 | 放送日             | サブタイトル                 | 脚本                         | 監督     | ゲスト                                                           |
| ---- | ------------------ | ---------------------------- | ---------------------------- | -------- | ---------------------------------------------------------------- |
| 1    | - 1968年 - 11月8日 | 花火の罠                     | 須崎勝弥                     | 松森健   | 松本めぐみ 田島義文 中庸介 幸田宗丸 西条康彦 小高まさる 浅沼創一 |
| 2    | 11月15日           | おとし穴                     | 須崎勝弥                     | 松森健   | 石浜朗 瞳麗子 美川陽一郎 奥野匡 高木二朗 菅原謙二                |
| 3    | 11月22日           | 目には目を                   | 服部佳                       | 松森健   | 夏圭子 永山一夫 大木正司 高橋正夫 森山周一郎 岡部正純            |
| 4    | 11月29日           | 拳銃の秘密                   | 阿部桂一                     | 古川卓巳 | 青木義朗 溝口舜亮 南左斗子 中山麻里                              |
| 5    | 12月6日            | 恐喝（かつあげ）             | - 滝沢真里 - 田中美樹        | 古川卓巳 | 村松英子 中台祥浩 剣持伴紀 伊藤久哉 小林夕岐子                   |
| 6    | 12月13日           | 囮はダイヤだ                 | 阿部桂一                     | 島津昇一 | 広村芳子 春日章良 浮田佐武郎 荒木保夫                            |
| 7    | 12月20日           | 焼殺                         | 田代淳二                     | 島津昇一 | 水上竜子 穂積隆信 土方弘 柳谷寛                                  |
| 8    | 12月27日           | 墓場への招待                 | 高久進                       | 古川卓巳 | 黒部進 堀井永子 高品格 大神信 市原清彦                           |
| 9    | - 1969年 - 1月3日  | 危機一髪                     | 阿部桂一                     | 古川卓巳 | 高城淳一 岩上瑛 嘉手納清美 上野山功一                            |
| 10   | 1月10日            | ゆがんだ青春                 | 高橋二三                     | 島津昇一 | 浜村純 阿知波信介 豊浦美子 戸田皓久                              |
| 11   | 1月17日            | 狂犬(きちがいいぬ)           | - 伴田充 - （原案:荒木芳久） | 島津昇一 | 伊沢一郎 入江洋祐 藤江リカ 渚健二 南寿美子 轟謙司                |
| 12   | 1月24日            | 恐怖のナイフ                 | 阿部桂一                     | 松森健   | 今井健二 磯村みどり 富田仲次郎 近藤宏 古山桂治                   |
| 13   | 1月31日            | けものの街                   | 下飯坂菊馬                   | 松森健   | 植村謙二郎 小林勝彦 六本木真 八代万智子                          |
| 14   | 2月7日             | 謀殺                         | 須崎勝弥                     | 古川卓巳 | 楠侑子 深江章喜 江角英明 丘寵児 山田彰                           |
| 15   | 2月14日            | 黄金に手を出すな             | 蘇武路夫                     | 古川卓巳 | 中原早苗 田口計 桂木美加 安藤三男                                |
| 16   | 2月21日            | 黒い対決                     | 下飯坂菊馬                   | 土居通芳 | 穂積隆信 磯野洋子 花岡菊子 高須賀夫至子                          |
| 17   | 2月28日            | 奴を殺（ば）らせ             | 伴田充                       | 土居通芳 | 三浦恭子 川合伸旺 細川俊夫 堺左千夫 片山明彦 二瓶正也            |
| 18   | 3月7日             | 消えた女                     | 阿部桂一                     | 松森健   | 池田昌子 天野新士 香川良介 幸田宗丸 北町史郎                     |
| 19   | 3月14日            | 基地の狼                     | 下飯坂菊馬                   | 松森健   | 水上竜子 ケン・サンダース 青木一子 鈴木和夫 宇南山宏 長谷川弘    |
| 20   | 3月21日            | コール・ガール               | 田代淳二                     | 古川卓巳 | 夏純子 国景子 羅々五郎 久富惟晴                                  |
| 21   | 3月28日            | イヌは誰だ                   | 山田正弘                     | 古川卓巳 | 今井健二 田原久子 石橋蓮司 二見忠男                              |
| 22   | 4月4日             | 強奪犯                       | - 下飯坂菊馬 - 藤川洋一      | 土居通芳 | 金内吉男 金井由美 若宮隆二 三田村元 岩城力也                     |
| 23   | 4月11日            | 天国の霊柩車                 | 阿部桂一                     | 松森健   | 高品格 范文雀 西沢利明 高島稔                                    |
| 24   | 4月18日            | 地獄部屋                     | - 下飯坂菊馬 - 藤川洋一      | 松森健   | 溝口舜亮 益田ひろ子 梶哲也 小栗一也                              |
| 25   | 4月25日            | 黒いかまきり                 | 田代淳二                     | 野崎貞夫 | 三条泰子 宮浩之 三原有美子                                       |
| 26   | 5月2日             | ハイエナ                     | 伴田充                       | 土居通芳 | 田口計 松本朝夫 鈴木やすし 北川美佳                              |
| 27   | 5月9日             | 女獣                         | 田代淳二                     | 土居通芳 | 蜷川幸雄 富山真沙子 堀内美紀 山口暁 小林夕岐子                   |
| 28   | 5月16日            | 街の野獣                     | 下飯坂菊馬                   | 松森健   | 吉田次昭 小川真司 美波節子 田中淳一 中村是好                     |
| 29   | 5月23日            | プレイボーイ作戦             | 阿部桂一                     | 野崎貞夫 | 西尾三枝子 八代万智子 宮口二朗 石橋雅史 高城淳一                 |
| 30   | 5月30日            | 狂った銃弾                   | - 米谷純一 - 田中美樹        | 土居通芳 | 山本豊三 丹羽又三郎 藤あきみ 藤原釜足                            |
| 31   | 6月6日             | 血の告発                     | 田代淳二                     | 野崎貞夫 | 戸田皓久 野口ふみえ 上田忠好 田島和子                            |
| 32   | 6月13日            | 一匹おおかみ                 | 池田一朗                     | 土居通芳 | 土屋嘉男 中山麻里 土方弘 渚健二                                  |
| 33   | 6月20日            | 死の罠                       | 石森史郎                     | 土居通芳 | 三上真一郎 村上不二夫 須藤健 瀬良明                              |
| 34   | 6月27日            | 全員潜入せよ!                | 池田一朗                     | 三輪彰   | 穂積隆信 牧紀子 北見治一 納谷悟朗                                |
| 35   | 7月4日             | 幽霊船                       | 池田一朗                     | 野崎貞夫 | 北川めぐみ 佐々木孝丸 高角宏暁 池田駿介 倉丘伸太郎 勝部演之      |
| 36   | 7月11日            | 地獄特急                     | 伴田充                       | 土居通芳 | 大丸二郎、石山雄大、南弘子、新井和夫                             |
| 37   | 7月18日            | ライフル魔                   | 石森史郎                     | 土居通芳 | ケン・サンダース 野上千鶴子 林孝一                               |
| 38   | 7月25日            | 拳銃市場                     | 池田一朗                     | 野崎貞夫 | 城所英夫 明智十三郎 黒澤のり子 夏海千佳子                        |
| 39   | 8月1日             | 消えた遭難者                 | 下飯坂菊馬                   | 野崎貞夫 | 川辺久造 三条泰子 横森久                                         |
| 40   | 8月8日             | 殺しの相手は二億円           | 石森史郎                     | 土居通芳 | 細川俊夫 仙波和之 高橋厚子 桐野洋雄 黒部進                       |
| 41   | 8月15日            | 殺人海流                     | 佐々木武観                   | 土居通芳 | 天本英世 杉狂児 小林夕岐子 新井茂子                              |
| 42   | 8月22日            | 蟻地獄                       | - 下飯坂菊馬 - 藤川洋一      | 野崎貞夫 | 三条魔子 椎名勝己 鳴門洋二 竜崎一郎                              |
| 43   | 8月29日            | ロスコー32口径を追え         | 大川タケシ                   | 松森健   | 弓恵子 石橋雅史 田口計 田中浩 田武謙三                           |
| 44   | 9月5日             | 黒い設計図                   | 服部佳                       | 松森健   | 増田順司 神鳥ひろ子 戸田皓久 綾川香 ピーター 村上冬樹            |
| 45   | 9月12日            | 完全（パーフェクト）アリバイ | 池田一朗                     | 土居通芳 | 睦五郎 北川めぐみ 伊沢一郎 有馬昌彦                              |
| 46   | 9月19日            | 死神の爆走                   | 伴田充                       | 土居通芳 | 宮城千賀子 太田博之 山口暁 石川竜二 中村哲                       |
| 47   | 9月26日            | 屠殺者                       | 池田一朗                     | 野崎貞夫 | 高橋俊行 高田稔 池田昌子 梅津栄 ピーター・ウイリアムス           |
| 48   | 10月3日            | なぶり殺せ!                  | 石森史郎                     | 松森健   | 井上昭文 高須賀夫至子 笈田勝弘 矢野間啓治                        |
| 49   | 10月10日           | 死刑台は硫酸槽だ!            | 田代淳二                     | 松森健   | 高品格 佐田豊 真山知子                                           |
| 50   | 10月17日           | 汚れた超特急プラン           | - 大川タケシ - 石森史郎      | 野崎貞夫 | 中台祥浩 牧紀子 二本柳寛 須藤健                                  |
| 51   | 10月24日           | 襲撃                         | 池田一朗                     | 野崎貞夫 | 松本克平 納谷悟朗 熊野隆司 阿知波信介 しめぎしかこ               |
| 52   | 10月31日           | スパイは貴方のそばにいる     | - 小川英 - 長野洋            | 松森健   | 小栗一也 樋浦勉 木俣貞雄 大前均 浜田晃                           |
| 53   | 11月7日            | 復讐は誰の手に               | 山田正弘                     | 松森健   | 勝部演之 E・H・エリック 赤座美代子 小野進也                      |
| 54   | 11月14日           | 殺るか殺られるか             | 小川英                       | 児玉進   | 松原光二 夏海千佳子 三田村元 見明凡太郎                          |
| 55   | 11月21日           | どぶ鼠狩り                   | 石森史郎                     | 野崎貞夫 | 今井健二 梅津栄 水上竜子 津田亜矢子 杉裕之                       |
| 56   | 11月28日           | 狙われた刑事                 | 山田正弘                     | 松森健   | 浜畑賢吉 菱見百合子 石橋雅史                                     |
| 57   | 12月5日            | 華やかな容疑者               | 長野洋                       | 松森健   | 村松英子 勝部演之 森秋子 太田黒武生                              |
| 58   | 12月12日           | 贋札（がんぺい）稼業         | 池田一朗                     | 児玉進   | 下條正巳 千波丈太郎 関みどり 北九州男 中庸助                     |
| 59   | 12月19日           | 罠にかかった女たち           | 池田一朗                     | 竹林進   | 嘉手納清美 長沢大 杉浦真三雄                                     |
| 60   | 12月26日           | もう一つの顔                 | - 小川英 - 胡桃哲            | 竹林進   | 大滝秀治 東山明美 黒部進 石橋蓮司 川端真二                       |
| 61   | - 1970年 - 1月2日  | ギャンブル往来               | 池田一朗                     | 松森健   | 天野新士 片岡五郎 E・H・エリック 梅津栄                          |
| 62   | 1月9日             | いつか貴方も…!?              | 山田正弘                     | 松森健   | 田中春男 柴田昌弘 小林勝彦 市川小金吾                            |
| 63   | 1月16日            | 闇の中の口笛                 | - 小川英 - 長野洋            | 野崎貞夫 | 平田昭彦 田中佐世子 伊藤惣一                                     |
| 64   | 1月23日            | 鬼                           | 石森史郎                     | 野崎貞夫 | 加藤武 今福正雄 下川辰平 川辺久造                                |
| 65   | 1月30日            | 攻撃目標-X                   | 池田一朗                     | 松森健   | 西沢利明 十朱久雄                                                |

## ネット局
※は遅れネット
- 日本テレビ
- 札幌テレビ放送（放送当時フジテレビ系列とのクロスネット局）
- 青森放送
- テレビ岩手（放映当時NET系列とのクロスネット局、1969年12月 - ）
- 仙台放送（放送当時はフジテレビ系列とのクロスネット局、再放送はミヤギテレビで放送）※
- 秋田放送
- 山形放送
- 福島テレビ（放送当時はTBS系列とのクロスネット局だった）※
- 新潟総合テレビ（放映当時フジテレビ系列・NET系列とのクロスネット局、1968年12月 - ）
- 北日本放送[5]
- 北陸放送（TBS系列、平日夕方に遅れネットで集中放送）※
- 福井放送（放送当時は日本テレビ単独系列だった）[5]
- 山梨放送
- 信越放送（TBS系列）※
- 静岡放送（TBS系列）※
- 名古屋テレビ放送（放映当時NET系列とのクロスネット局、再放送は中京テレビで放送）
- よみうりテレビ
- 日本海テレビ（放送当時の免許エリアは鳥取県のみ）
- 広島テレビ放送（放映当時フジテレビ系列とのクロスネット局）※
- 山口放送
- 四国放送
- 西日本放送（放送当時の免許エリアは香川県のみ）
- 南海放送
- 高知放送
- 福岡放送（1969年4月 - ）
- テレビ長崎（放映当時フジテレビ系列とのクロスネット局、1969年4月 - ）
- 熊本放送（TBS系列、水曜22:30 - からの遅れネットだった）※
- 大分放送（TBS系列）※
- 宮崎放送（TBS系列）※
- 鹿児島テレビ放送（放映当時フジテレビ系列・NET系列とのクロスネット局、1969年4月 - ）
- 琉球放送（TBS系列）※

上記のネット局は、後番組の『ゴールドアイ』に引き継がれている。

## 前後番組
| 日本テレビ系 金曜21：00 トヨタグループ単独提供枠 | 日本テレビ系 金曜21：00 トヨタグループ単独提供枠 | 日本テレビ系 金曜21：00 トヨタグループ単独提供枠  |
| 前番組                                           | 番組名                                           | 次番組                                            |
| ------------------------------------------------ | ------------------------------------------------ | ------------------------------------------------- |
| われら弁護士 【これのみ『サスペンス劇場』】      | 東京バイパス指令                                 | ゴールドアイ 【これのみ『トヨタサスペンス劇場』】 |